# Dendrelaphis pictus
Dendrelaphis pictus è un serpente della famiglia dei Colubridi.

## Distribuzione e habitat
La specie è diffusa in India, Bangladesh, Bhutan, Cambogia, Laos, Myanmar, Cina, Thailandia, Singapore, Malaysia, Timor Est e Indonesia.
È una specie strettamente arboricola.

## Descrizione
Ha muso appuntito. La colorazione è contraddistinta da una striscia nera dorsale che parte dietro gli occhi e arriva al collo nonché da due strisce chiare brillanti laterali bordate da una o due striature scure. Raggiunge i 121 cm di lunghezza.

## Biologia
È diurno e oviparo.